# Фарфенго (Кремона)
Фарфенго је насеље у Италији у округу Кремона, региону Ломбардија.
Према процени из 2011. у насељу је живело 111 становника. Насеље се налази на надморској висини од 57 м.